# معادلات اویلر (دینامیک اجسام صلب)
در مکانیک کلاسیک معادلات دوران اویلر، معادلات برداری شبه‌خطی از نوع معادله دیفرانسیل معمولی مرتبه اول هستند که دوران یک جسم صلب را با استفاده از دستگاه مرجع چرخان با محورهای چسبیده به جسم و موازی گشتاور لختی جسم توصیف می‌کنند.
{\displaystyle \mathbf {I} \cdot {\dot {\boldsymbol {\omega }}}+{\boldsymbol {\omega }}\times \left(\mathbf {I} \cdot {\boldsymbol {\omega }}\right)=\mathbf {M} .}
که در معادله فوق M گشتاور، I گشتاور لختی و ω  سرعت زاویه‌ای می‌باشد.
در مختصات قائم سه بعدی معادلات اویلر به صورت زیر است:
{\displaystyle {\begin{aligned}I_{1}{\dot {\omega }}_{1}+(I_{3}-I_{2})\omega _{2}\omega _{3}&=M_{1}\\I_{2}{\dot {\omega }}_{2}+(I_{1}-I_{3})\omega _{3}\omega _{1}&=M_{2}\\I_{3}{\dot {\omega }}_{3}+(I_{2}-I_{1})\omega _{1}\omega _{2}&=M_{3}\end{aligned}}}
که در معادله فوق Mk اجزای گشتاورها، Ik اجزای گشتاورهای لختی و ωk اجزاس سرعتهای زاویه‌ای حول محورهای اصلی هستند.